# Bilderbergconferentie 1980

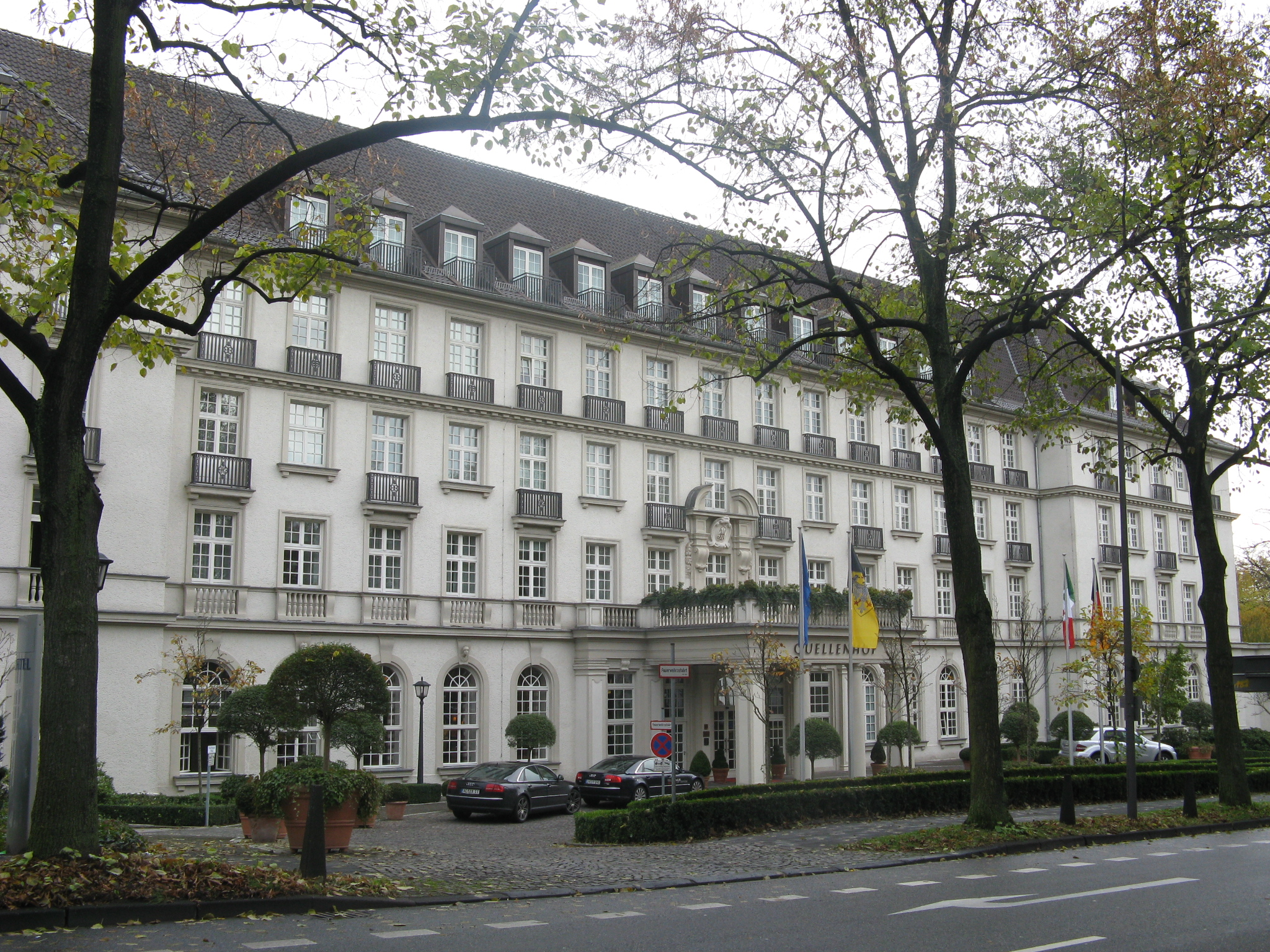
Hotel Quellenhof in Aken

De Bilderbergconferentie van 1980 werd gehouden van 18 t/m 20 april 1980 in het hotel Quellenhof in Aken, Duitsland. Vermeld zijn de officiële agenda voor zover bekend, alsmede namen van deelnemers indien bekend. Achter de naam van de opgenomen deelnemers staat de hoofdfunctie die ze op het moment van uitnodiging uitoefenden.

## Agenda
America and Europe: Past, Present, and Future (Amerika en Europa: Verleden, heden en toekomst)
- Political Aspects (Politieke aspecten)
  - Iran
  - Afghanistan
  - Relations Among the Allies: Communication, Understanding, Leadership" (relaties onder de geallieerden: communicatie, verstandhouding, leiderschap)
  - Division of Labor (Verdeling van werk)
  - The Current American Mood (de huidige Amerikaanse stemming)
  - The Political Evolution of Europe (de politieke evolutie van Europa)
  - The Alliance and The Third World (de Alliantie en de derde wereld)
  - The Arab-Israeli Conflict (Het Arabisch-Israëlisch conflict)
- Security Aspect (Veiligheidsaspecten)
  - The Present Military Situation of NATO (de huidige militaire situatie van de NAVO)
  - Strategic Issues (Strategische aandachtspunten)
  - The Need for Stronger Conventional Forces (De noodzaak van sterkere coventionele slagkracht)
  - Security Threats Outside the Alliance Area (veiligheidsbedreigingen buiten het gebied van de Alliantie)
  - The Question of Political Will (de vraag van Politieke Wil)
- Economic Aspect (Economische aspecten)
  - The Management of Our Economies (De organisatie van onze economieën)
  - Monetary Relations (Monetaire relaties)
  - Energy Considerations and the Impact of the Oil Price Increases (Beslissingen m.b.t. energie en de invloed van de stijgende olieprijzen)
  - The Less-Developed Countries (de minder ontwikkelde landen)
  - Trade Relations (Handelsrelaties)

## Deelnemers
- Nederland - Koningin Beatrix
- Nederland - Ernst van der Beugel, Nederlands emeritus hoogleraar Internationale Betrekkingen RU Leiden, secretaris conferentie
- Verenigd Koninkrijk - Lord Home of the Hirsel, K. T., conferentievoorzitter
- Verenigde Staten - William P. Bundy, secretaris conferentie
- Nederland - C. Frits Karsten, penningmeester conferentie
- Zwitserland - Aeppli, Oswald
- Denemarken - Andersen, K. B.
- Verenigde Staten - Ball, George W.
- Verenigd Koninkrijk - Baring, John F. H.
- Verenigde Staten - Bartholomew, Reginald
- Italië - Barzini, Luigi
- Verenigd Koninkrijk - Bennett, Sir Frederic
- Verenigde Staten - Bennett, Jack F.
- Italië - Benvenuto, Giorgio
- Bertram, Christoph International
- Turkije - Beyazit, Selahattin
- Turkije - Birgi, M. Nuri
- Duitsland - Breuel, Birgit
- Duitsland - Brunner, Guido
- Verenigde Staten - Bundy, McGeorge
- Spanje - Camunas Solis, Ignacio
- Griekenland - Carras, Costa
- Frankrijk - Chevrillon, Olivier
- Italië - Cittadini Cesi, Il Marchese
- Verenigde Staten - Collado, Emilio G.
- Duitsland - Corterier, Peter
- Frankrijk - Davignon, Vicomte International
- Verenigde Staten - Donahue, Thomas R.
- Verenigde Staten - Donovan, Hedley
- Nederland - Duisenberg, Willem F.
- Verenigd Koninkrijk - Duncan, William B.
- Verenigde Staten - Eliot, Theodore L., Jr.
- Frankrijk - Esambert, Bernard
- Italië - Ferro, Luigi
- Verenigde Staten - Finley, Murray H.
- Verenigde Staten - Finney, Paul B.
- Zwitserland - Gisling, Jean-Claude
- Verenigd Koninkrijk - Grierson, Ronald H.
- Canada - Griffin, Anthony G.S.
- Frankrijk - Grosser, Alfred
- Duitsland - Grunewald, Herbert
- Nederland - Halberstadt, Victor
- IJsland - Hallgrimsson, Geir
- Duitsland - Haussmann, Helmut
- Verenigd Koninkrijk - Healey, Denis
- Verenigde Staten - Heinz, Henry J., II
- Duitsland - Herrhausen, Alfred A.
- Nederland - Hoven, H.F. van den
- Duitsland - Huonker, Gunter
- Verenigd Koninkrijk - Hurd, Douglas
- Oostenrijk - Igler, Hans
- België - Janssen, Daniel E.
- Verenigde Staten - Johnson, Joseph E.
- Verenigde Staten - Jordan, Vernon E., Jr.
- Duitsland - Kaske, Karlheinz
- Duitsland - Kohl, Helmut
- Duitsland - Kiep, Walther L.
- Verenigde Staten - Kissinger, Henry A.
- Nederland - Kohnstamm, Max International
- Verenigd Koninkrijk - Knight, Andrew
- Verenigde Staten - Kraft, Joseph
- België - Lambert, Baron
- Duitsland - Lambsdorff, Graf Otto
- Canada - Legault, Albert
- Nederland - Lennep, Jhr. Emile van International
- Verenigde Staten - Levy, Walter J.
- Verenigde Staten - Lord, Winston
- Zweden - Lundvall, Bjorn
- Nederland - Luns, Joseph M.A.H. International
- Zwitserland - Lutolf, Franz
- Canada - MacDonald, Donald S.
- Canada - MacDonald, H. Ian
- Verenigde Staten - MacLaury, Bruce K.
- Verenigd Koninkrijk - Maxwell, Judith
- Portugal - Medeiros Ferreira, Jose
- Frankrijk - Montbrial, Thierry de
- Denemarken - Norlund, Niels
- Frankrijk - Parayre, Jean-Paul
- Verenigde Staten - Perkins, James A.
- Frankrijk - Pitti-Ferrandi, Robert
- Duitsland - Prinz, Gerhard
- Italië - Prodi, Romano
- Verenigde Staten - Rockefeller, David
- Verenigd Koninkrijk - Roll of Ipsden, Lord
- Duitsland - Schmidt, Gerhard
- Duitsland - Schmidt, Helmut
- Oostenrijk - Schwarzenberg, Furst Karl J.
- Frankrijk - Seilliere, Antoine
- Italië - Silvestri, Stefano
- België - Simonet, Henri F.
- België - Snoy et d'Oppuers, Baron
- Duitsland - Sommer, Theo
- Verenigde Staten - Sonnenfeldt, Helmut
- Duitsland - Spethmann, Dieter
- Italië - Spinelli, Barbara
- Nederland - Stoel, Max van der
- Verenigde Staten - Stone, Shepard
- Denemarken - Terkelsen, Terkel
- Verenigde Staten - Thomas, Franklin
- Luxemburg - Thorn, Gaston
- Noorwegen - Tidemand, Otto G.
- België - Tindemans, Leo
- Oostenrijk - Treichl, Heinrich
- Treverton, Gregory F. International
- Verenigd Koninkrijk - Tuzo, Sir Harry
- Zwitserland - Umbricht, Victor H.
- Griekenland - Vlachos, Helen
- Zweden - Wallenberg, Marcus
- Finland - Waris, Klaus
- Duitsland - Wechmar, Baron R. von
- Noorwegen - Werring, Niels, Jr.
- Verenigde Staten - Williams, Joseph H.
- Zweden - Wohlin, Lars M.
- Duitsland - Wolff von Amerongen, Otto
- Verenigde Staten - Getchell, Charles, rapporteur
- Duitsland - Boge, Ulf, observateur
- Duitsland - Schoser, Franz, observateur
- Oostenrijk - Zimmer-Lehmann, Georg, observateur
- Duitsland - Budishin, Hans-Jorg , toehoorder
- Oostenrijk - Dreihann-Holenia, N., toehoorder
- Nederland - Hoogendoorn, Anne, toehoorder

1954 ·
1955 (1) ·
1955 (2) ·
1956 ·
1957 (1) ·
1957 (2) ·
1958 ·
1959 ·
1960 ·
1961 ·
1962 ·
1963 ·
1964 ·
1965 ·
1966 ·
1967 ·
1968 ·
1969 ·
1970 ·
1971 ·
1972 ·
1973 ·
1974 ·
1975 ·
(1976) ·
1977 ·
1978 ·
1979 ·
1980 ·
1981 ·
1982 ·
1983 ·
1984 ·
1985 ·
1986 ·
1987 ·
1988 ·
1989 ·
1990 ·
1991 ·
1992 ·
1993 ·
1994 ·
1995 ·
1996 ·
1997 ·
1998 ·
1999 ·
2000 ·
2001 ·
2002 ·
2003 ·
2004 ·
2005 ·
2006 ·
2007 ·
2008 ·
2009 ·
2010 ·
2011 ·
2012 ·
2013 ·
2014 ·
2015 ·
2016 ·
2017 ·
2018 ·
2019 ·
2020 ·
2021 ·
2022 ·
2023